# Louis Kufferath
Ludwig (Louis) Kufferath (Mülheim an der Ruhr, 10 november 1811 – Sint-Joost-ten-Node, 2 maart 1882) was een Duits-Belgische componist, muziekpedagoog, dirigent en pianist. Hij was de achtste van twaalf kinderen van het echtpaar Carl (Karl) Kufferath, horlogemaker, en Katharina van der Horst. Zijn oudste broer Johann Hermann Kufferath was componist, dirigent en violist, maar ook zijn jongere broer Hubert-Ferdinand Kufferath (1818–1896) was als componist, muziekpedagoog en pianist werkzaam. Ook andere broers waren op het muziekgebied bezig zoals Carl Theodor Kufferath (1801-1865) (muziekpedagoog), Hermann Kufferath (1802-1866) (cellist), Heinrich Kufferath (1807-1882) (muziekpedagoog) en Friedrich Wilhelm Theodor Kufferath (1816-1885) (muziekpedagoog). De componist, muziekjournalist (Guide Musical) en voormalige directeur van de Koninklijke Muntschouwburg Maurice Kufferath (1852–1919) is een neef en diens zuster, de zangeres (sopraan) Antonia Kufferath dus een nicht van hem.

## Levensloop
Kufferath kreeg van zijn oudste broer Johann Hermann les, maar werd later leerling van Friedrich Schneider in Dessau. Vervolgens reisde hij als pianovirtuoos met succesrijke concerten door Duitsland en Nederland. In 1824 vertrok hij naar de Friese hoofdstad Leeuwarden en werd aldaar in 1836 muziekdirecteur aan de muziekschool. Hij stimuleerde het muziekleven in deze stad. Naast directeur van de muziekschool was hij in deze stad tevens dirigent van de zangvereniging Euphonia en de zangvereniging Crescendo. Verder richtte hij de grote zangvereniging in Leeuwarden op.

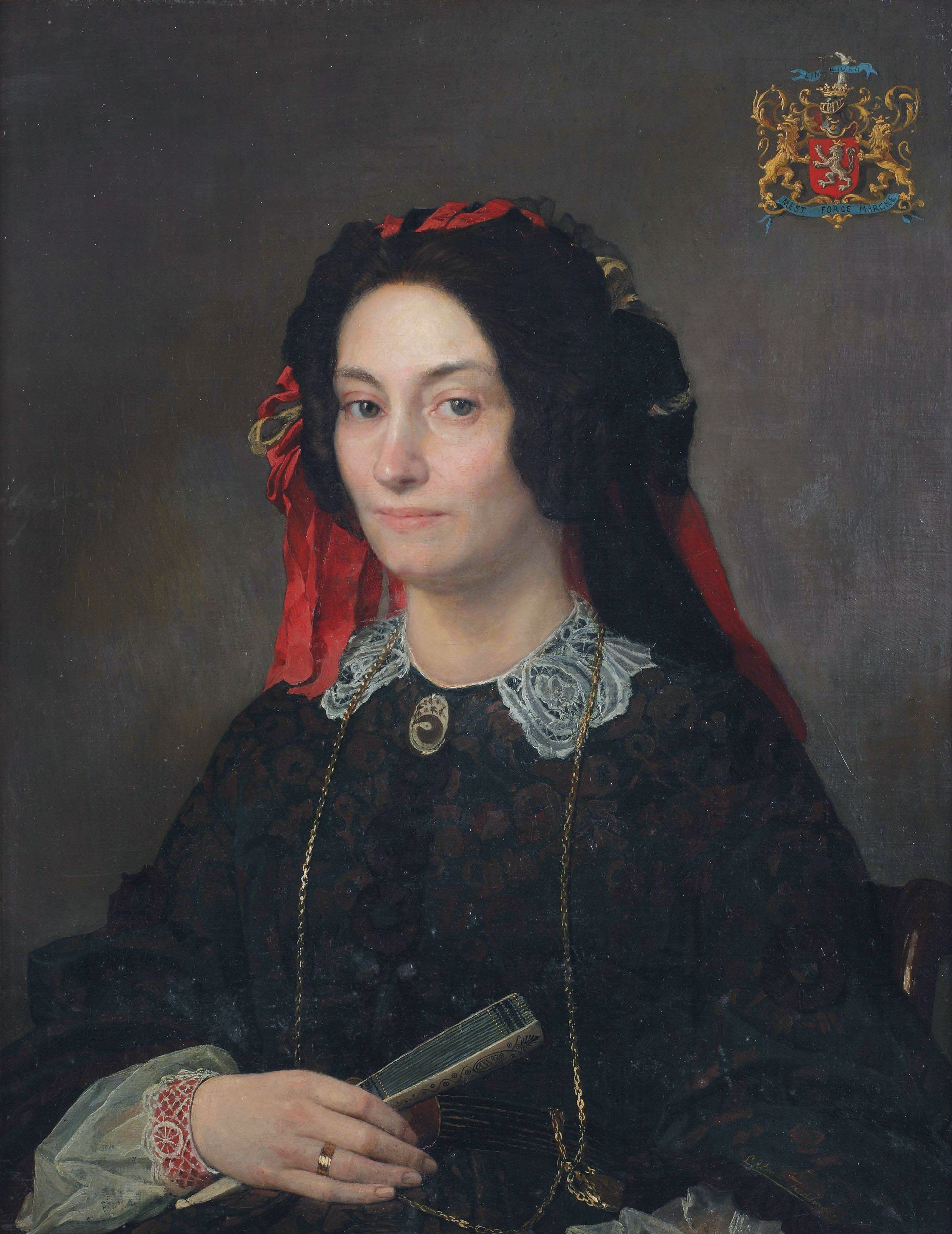
Marie Joséphine Jacoba van Marcke de Lummen (1818-1894) (Lourens Alma Tadema)

Op 5 juli 1840 huwde hij in Leeuwarden met Marie Joséphine Jacoba van Marcke de Lummen; zij kregen 4 kinderen, van wie de eerste zoon bij de geboorte stierf. De andere kinderen dragen de namen Jean Marie Antoine (werd componist en pianist, maar ook schrijver en dichter), Catharina Elisabeth Maria (1845-?) en Ferdinand Wijnandus Maria Ludwig (1851-1886).
In 1850 vertrok hij naar België en werd in Gent dirigent van de Société Royale de Choeurs. Aldaar schreef hij ook een aantal composities. In 1865 verliet hij Gent weer om zich voor zeven jaar in Schaarbeek te vestigen, waarna hij in 1872 naar Brussel vertrok. In Brussel droeg hij als muziekleraar en componist evenals zijn jongste broer Hubert Ferdinand bij aan de bloei van het muziekleven aldaar. Zijn salonmuziek was in zijn tijd erg populair. Hij schreef een groot aantal canons (rd. 250), maar ook orgelpreludes.

## Composities
Zijn muziek behoort tot het vergeten repertoire; in 2020 is nauwelijks een opname van een zijn werken verkrijgbaar.

### Missen en andere kermuziek
- Mis, voor solisten, gemengd koor, orgel en orkest

### Vocale muziek

#### Cantates
- Artevelde, cantate voor solisten, gemengd koor en orkest

### Kamermuziek
- Réponse à l'élégie de H.W. Ernst, voor viool en piano, op. 9

### Werken voor orgel
- Preludes

### Werken voor piano
- 1855 La Branche de lierre, andante de Salon
- 1855 Un Soir d'hiver, caprice
- 1861 Souvenance, andante, op. 17
- Picciola, wals, op. 8
- Trois rondeaux, op. 11
- Herinnering aan Zwolle, twee galopaden

- Bibliothèque nationale de France: cb14843379r (data)
- Biografisch Portaal: 21994774
- Digitale Bibliotheek voor de Nederlandse Letteren: kuff008
- Gemeinsame Normdatei: 13063624X
- International Standard Name Identifier: 0000 0000 1737 961X
- Library of Congress Control Number: nb2007005074
- MusicBrainz: f4cac31a-379f-4e63-9704-9a2761b4164f
- Nederlandse Thesaurus van Auteursnamen: 213058227
- Virtual International Authority File: 70042863
- WorldCat: E39PBJwCVff7MJvGQwttV3dWjC